# Acetonidi

Struttura del gruppo funzionale di un tipico acetonide.

Gli acetonidi sono dei composti organici aventi un gruppo funzionale costituito da un chetale ciclico formato dalla condensazione di un diolo vicinale con una molecola di acetone. In alternativa può essere considerato come un anello diossolanico sostituito in posizione 2 con due metili. Il gruppo acetonide è il tipico gruppo protettivo degli 1,2-dioli.

## Impieghi terapeutici
Corticosteroidi acetonidi vengono utilizzati in dermatologia in quanto la maggiore liposolubilità rispetto ai normali corticosteroidi ne migliora l'assorbimento transdermico. Esempi di principi attivi acetonidi sono il triamcinolone acetonide ed il fluocinolone acetonide.